# Irina Osipova
Irina Viktorovna Osipova, coniugata Minaeva (in russo Ирина Викторовна Осипова-Минаева?; Mosca, 25 giugno 1981), è un'ex cestista russa.
Alta 196 cm per 90 kg, giocava come ala.

## Carriera
Con la Russia ha disputato tre edizioni dei Giochi olimpici (Atene 2004, Pechino 2008, Londra 2012), tre dei Campionati mondiali (2002, 2006, 2010) e sette dei Campionati europei (2001, 2003, 2007, 2009, 2011, 2013, 2015).

## Palmarès
- Campionato europeo: 3
Nazionale russa: Grecia 2003, Italia 2007, Polonia 2011.
- Women's National Basketball Association: 1
Detroit Shock: 2006.